# 228110 Eudorus
228110 Eudorus è un asteroide troiano di Giove del campo greco. Scoperto nel 2008, presenta un'orbita caratterizzata da un semiasse maggiore pari a 5,3105306 UA e da un'eccentricità di 0,0323860, inclinata di 1,46838° rispetto all'eclittica.
L'asteroide è dedicato a Eudoro, uno dei generali di Achille.